# Cavidabad
Cavadabad è un comune dell'Azerbaigian situato nel distretto di Babək.